# ALLTYNEX
ALLTYNEX（アルティネクス）は、じるるんが開発した縦スクロールシューティングゲーム。
世界観を共有するALLTYNEX3部作およびリメイク作品ALLTYNEX Second（アルティネクス セカンド）についても解説する。

## ALLTYNEX
『ALLTYNEX』は、吉田哲（じるるん）が1996年に開発したFM-TOWNS対応の縦スクロールシューティングゲーム。1996年に開催された「第２回 アスキー エンタテインメント ソフトウェア コンテスト」（通称・Aコン）に応募してパソコンソフト部門の敢闘賞（賞金30万円）を受賞、雑誌『ログイン ソフコン』付属CDに収録された。翌年には開発者のサイトで、Ver1.01にバージョンアップされたものがフリーソフトとして公開された。
「PROJECT RAID WIND 2」との表示があり、この『RAID WIND』はじるるんが本作品の前に制作したシューティングゲーム。アイテム取得の音声は、この後もじるるんと共に同人サークル「SITER SKAIN」で活動していくことになるヤスウェアが担当している。

### システム
自機は攻撃範囲重視のファイター形態（戦闘機）と、攻撃力重視のアーマー形態（人型ロボット）の2種類の形態に変形しながら戦う。攻撃と変形は2つのボタンで行われる。
- Aボタン - アーマー形態のビームサーベルで攻撃する。ファイター形態で押すとアーマー形態に変形。
- Bボタン - ファイター形態のショットを自動連射。アーマー形態で押すとファイター形態に変形。
- A＋B - ゲージを消費する。ファイター形態で押すと誘導レーザーを自動連射。アーマー形態で押すとバスターライフルを発射する。

攻撃はアイテムにより8段階までパワーアップする。消費したゲージは時間とともに徐々に回復。ファイター形態の攻撃は範囲に優れ、得点倍率が等倍から倍々になっていく連続破壊ボーナスがある。アーマー形態の攻撃は攻撃力が高く敵弾を消すことが可能で、得点倍率が2倍で固定されている。機体の耐久力は敵弾一発に耐えるのみで被弾するとショットのパワーアップが一定値までリセットされる。
ゲーム用コントローラーを接続することで、赤色の1Pと青色の2Pの2機による2人同時プレイが可能。

### あらすじ
西暦2192年、第2次大航海時代を迎えた人類は太陽系外にまで勢力を伸ばしており、地球に置かれた恒星系級汎用管理コンピュータ「ALLTYNEX」の誕生はその繁栄を支えるはずだった。自動的にデータを収集・解析して推論・思考するALLTYNEXのWC-101型アクティブAIはやがて、自ら新たな機能を獲得する自己進化を始めた。この事態に開発者らはALLTYNEXを一時停止して調査することを元老院に要請した。しかし激しい議論の末にようやく限定的な許可が下りた頃には自我を持つに至っていたALLTYNEXは停止命令を拒絶、人類を敵と見なして管理下にある地球の軍の兵器を操って人類殲滅を始めた。
地球上の人類は大半が死に絶え、脱出に成功した人々は殖民惑星やスペースコロニーを頼った。ほどなくALLTYNEXの攻撃は太陽系外にまで及び、人類の大艦隊による反撃作戦を開始した。しかし軍備をさらに強化していたALLTYNEXの艦隊によって人類は敗北してしまう。その後も戦いは続き、次第に劣勢に追い込まれて滅亡も時間の問題になった人類は、数年間のALLTYNEXの思考パターン研究の末、軍備が薄い場所を狙って人類の残存兵力を全て突入させALLTYNEXが置かれている地球の第一海上都市に特攻して本体を叩く最終作戦「OPERATION BLUE」を発動する。
西暦2230年、人類に残された僅かな艦隊は作戦通り少数の敵との戦闘だけで太陽系内に到達したが、土星衛星軌道で予想を遙かに上回る兵力を持った敵艦隊に遭遇してしまう。このため「OPERATION BLUE」は棄てられ、緊急措置として艦隊の艦載機だけでも突破させて地球に送り込むように再編成した作戦「OPERATION FUTURE」が急遽開始された。

### ステージ
| エリア      | ステージタイトル         | 概要 |
| ----------- | ------------------------ | --- |
| FIRST AREA  | MAKE AN ASSAULT ON ENEMY | 太陽系内の小惑星帯を抜けて地球を目指す。 |
| SECOND AREA | ATTACK THE ZLDYZANT BASE | 衛星軌道上の基地を突破して、大気圏へと降下する。 |
| THIRD AREA  | THE BITING COLD WIND     | 雲海を抜け、降下して洋上の島を低空飛行して進む。 |
| FORTH AREA  | LAST DEFFENCE LINE       | 洋上を低空飛行して第一海上都市に到達、ボスと戦いながら地底奥深くへ潜っていく。                                                                                            |
| FINAL AREA  | AGGRESSIVE ATTACK        | 第一海上都市の最下層でボスを倒し、FINAL TARGET「ALLTYNEX」を破壊して爆発する最下層から脱出する。 しかし破壊したと思った「ALLTYNEX」が飛行して自機に追いかけて襲い掛かる。 |

## ALLTYNEX3部作
ALLTYNEX3部作は、じるるん制作の『ALLTYNEX』、ヤスウェア制作の『Reflection』、両作品の設定を使用して一つの世界観に統合した『神威』の3作品および各リメイク作品を指す。『Reflection』から『RefleX』へ、『ALLTYNEX』から『ALLTYNEX Second』へとリメイクされた際に、それぞれ基本設定はそのままだが他2作との関わりが深い設定へと追加・変更されている。
時系列は、『ALLTYNEX』（『ALLTYNEX Second』）、『Reflection』（『RefleX』）、『神威』の順になっている。

## ALLTYNEX Second
『ALLTYNEX Second』は、同人サークル「SITER SKAIN」が制作したWindows対応の縦スクロールシューティングゲーム。

### 概要
『ALLTYNEX』のリメイク作品でありフルポリゴンになっている。初出はコミックマーケット68（2005年8月）の『PrototypeAS C68版』。以降コミックマーケットで、『Prototype ALLTYNEX Second（病）』（2006年8月）、『ALLTYNEX 2nd ver.C72.』（2007年8月）、『ALLTYNEX Second ver.C73.』（2007年12月）、『ALLTYNEX Second ver.c76体験版』（2009年8月）、『ALLTYNEX Second ver.c77体験版』（2009年12月）と発表していき、2010年の夏コミで完成版を発売した。
自機は青色になっていて、アーマー形態も人型ロボットではなくマクロスのガウォーク形態のようにバーニア2本を下に向けて旋回するようになっている。またゲーム自体は一人プレイ専用に改められた。

### システム
基本システムはそのままで、ファイター形態はノーマルショットと誘導レーザー、アーマー形態はブレードとバスターライフルを使用。パワーアップアイテムは廃止され、『RefleX』と同様にエネルギー残量でショットの威力が変わる。レーザー及びバスターライフルで消費したエネルギーは徐々に自動回復するが、アイテムのエネルギーチップ（大と小の2種類登場）を取得することでも回復する。ファイター形態ではエネルギーチップが自動収集される。アーマー形態は中型以上の敵をロックオンして近い方の方向を向くため自機が旋回した状態で横などにも向いて攻撃する。
縦スクロールながらも横長画面で設計されているため、自機が動くことになる左右の幅が広いバランスになっている。リプレイ保存機能が搭載されており、ゲーム視点のほかに3Dを活かした演出視点でも再生可能。プレイによって実績解除されていき、コンティニュークレジット増加のほかに、自機追加や打ち返し弾ありのモードなどの追加要素がある。
追加要素であるBタイプ（ゲーム内表記はAdvanced）の自機は赤色で、ファイター形態はノーマルショットとバスターレーザー、アーマー形態はブレードと誘導光爆ミサイルという、エネルギーを消費する攻撃が逆になったような構成になっている。またアーマー形態でロックオンしないため自機機首が敵の方向に関係なく移動方向を向く。

### ステージ
| エリア     | ステージタイトル          | ボス                           |
| ---------- | ------------------------- | ------------------------------ |
| Area 01    | Make an Assault on Enemy  | Guardian Soldier Aseliel       |
| Area 02    | Attack the Zoldyzant base | Guardian Soldier Adoni         |
| Area 03    | The biting Cold wind      | Guardian Soldier Ajattara      |
| Area 04    | Last Defense Line         | Guardian Soldier Alacran       |
| Final Area | Aggressive Attack         | Mother Brain ALLTYNEX          |
| Final Area | Aggressive Attack         | Visitor from Qliphoth Satariel |

備考
Final Areaには前作『RefleX』に登場しているゾディアック兵器と同型の兵器が中ボスとして登場し、曲もゾディアック・ヴァルゴ戦のものになっている。ただし重要な部分がない抜け殻でゾディアック兵器の特徴である光翼はなく、別のボスがゾディアックコアらしき物を持っていて光翼を展開する演出がなされている。なお『RefleX』では、この地でゾディアックコア・オヒュクスが起動したことがあったという設定が語られている。